# Emilio Caprile
Emilio Caprile (Genova, 30 settembre 1928 – Genova, 5 marzo 2020) è stato un calciatore italiano, di ruolo attaccante.

## Carriera

### Club

Caprile con la maglia della Lazio

Nativo del quartiere genovese di Staglieno, crebbe calcisticamente nelle giovanili del Genova 1893 (che ritornerà a chiamarsi "Genoa" al termine della seconda guerra mondiale) guidate da Luigi Burlando; ricopriva il ruolo di ala sinistra, ove sfruttava la sua grande velocità.
Guido Ara lo inserì, non ancora diciassettenne, nella rosa della prima squadra rossoblù che partecipò alla Coppa Città di Genova che nei primi mesi del 1945 sostituì il normale campionato a causa degli eventi bellici che sconvolgevano l'Europa in quel periodo. La competizione fu vinta dai rossoblù che sorpassarono all'ultima giornata i rivali del Liguria; a Caprile e a ciascun vincitore della competizione furono date in premio 20.000 lire dal futuro presidente rossoblu Antonio Lorenzo.
Esordì in Serie A a 17 anni con il Genoa nella sconfitta esterna per 9-1 contro l'Inter del 23 dicembre 1945. Nella sua militanza genoana giocò cinque incontri, senza reti, nella Divisione Nazionale 1945-1946 e tre nella Coppa Alta Italia, in cui segnò le sue uniche due reti in rossoblu, nel 5-1 del 30 giugno 1946 contro la Sampierdarenese e la rete dell'1-1 contro il Novara del 14 luglio seguente.
La stagione seguente fu ceduto alla Sestrese, iscritta alla Serie B 1946-1947, ove nonostante le sue 19 reti, retrocesse in Serie C. La stagione seguente rimane in cadetteria con la maglia del Legnano, ove grazie alle sue 13 reti in 34 partite ottiene il quarto posto finale e si fa notare dalla Juventus, che lo ingaggia.
Nella Serie A 1948-1949 con i bianconeri ottiene il quarto posto finale giocando 32 partite e segnando 9 reti.
Chiuso dall'ingaggio del danese Karl Aage Præst si trasferisce in prestito biennale all'Atalanta ove gioca due stagioni su buoni livelli, guadagnandosi la convocazione ai Mondiali 1950 e il ritorno alla Juventus.
Con i bianconeri vince il campionato 1951-1952, pur avendo giocato solo 5 partite, segnando 2 gol, poiché  riserva del danese Præst.
La stagione seguente passa alla Lazio, società in cui militerà sino all'autunno del 1953, quando passa al Como in Serie B poiché chiuso nei biancocelesti da Alberto Fontanesi.
Nel 1954 ritorna al Legnano, sempre in cadetteria, con cui gioca tre stagioni in B e una, l'ultima tra i lilla, in Serie C.
Nel 1958 torna in Liguria per giocare nella Sammargheritese, con cui ottiene il dodicesimo posto nel Girone A del Campionato Interregionale 1958-1959: chiuderà la carriera agonistica proprio dopo il campionato con gli arancioni.
È morto nella città natia il 5 marzo 2020, al momento della sua scomparsa, era l'ultimo fra i giocatori della nazionale italiana che hanno preso parte al Mondiale del 1950.

### Nazionale
Convocato quattro volte nella Nazionale maggiore, esordì segnando a Brentford nel torneo olimpico 1948, il 2 agosto 1948 nella vittoria per 9-0 contro gli Stati Uniti, quindi disputò la sua ultima partita in Nazionale il 5 agosto dello stesso anno nella sconfitta per 5-3 contro la Danimarca. Fu quindi convocato senza giocare nelle partite del 25 giugno 1950 contro la Svezia (sconfitta per 3-2) e del 2 luglio 1950 contro il Paraguay (vittoria per 2-0), valevoli per i mondiali del 1950. Tra tutti i giocatori della Nazionale è tra i più giovani esordienti, avendo esordito a poco più di 19 anni.

## Statistiche

### Cronologia presenze e reti in nazionale
| Cronologia completa delle presenze e delle reti in nazionale ― Italia | Cronologia completa delle presenze e delle reti in nazionale ― Italia | Cronologia completa delle presenze e delle reti in nazionale ― Italia | Cronologia completa delle presenze e delle reti in nazionale ― Italia | Cronologia completa delle presenze e delle reti in nazionale ― Italia | Cronologia completa delle presenze e delle reti in nazionale ― Italia | Cronologia completa delle presenze e delle reti in nazionale ― Italia | Cronologia completa delle presenze e delle reti in nazionale ― Italia |
| Data                                                                  | Città                                                                 | In casa                                                               | Risultato                                                             | Ospiti                                                                | Competizione                                                          | Reti                                                                  | Note                                                                  |
| --------------------------------------------------------------------- | --------------------------------------------------------------------- | --------------------------------------------------------------------- | --------------------------------------------------------------------- | --------------------------------------------------------------------- | --------------------------------------------------------------------- | --------------------------------------------------------------------- | --------------------------------------------------------------------- |
| 2-8-1948                                                              | Brentford                                                             | Stati Uniti                                                           | 0 – 9                                                                 | Italia                                                                | Olimpiadi 1948 - Ottavi di finale                                     | 1                                                                     |                                                                       |
| 5-8-1948                                                              | Londra                                                                | Danimarca                                                             | 5 – 3                                                                 | Italia                                                                | Olimpiadi 1948 - Quarti di finale                                     | 1                                                                     |                                                                       |
| Totale                                                                |                                                                       | Presenze                                                              | 2                                                                     |                                                                       | Reti                                                                  | 2                                                                     |                                                                       |

## Palmarès

### Club

#### Competizioni nazionali
- Campionato italiano: 1

Juventus: 1951-1952

#### Competizioni internazionali
- Coppa Latina: 1

Juventus: 1951-1952

#### Competizioni regionali
- Coppa Città di Genova: 1

Genova 1893: 1945